# Krivánske Zelené pleso
Krivánske Zelené pleso (auch Zelené pleso pod Kriváňom oder Zelené pleso Krivánske genannt; deutsch Waagtaler Grüner See oder Krivaner Grünsee , ungarisch Kriváni-Zöld-tó oder Handelvölgyi-Zöld-tó, polnisch Zielony Staw Ważecki oder Zielony Staw pod Krywaniem) ist ein Gebirgssee (genauer ein Karsee) auf der slowakischen Seite der Hohen Tatra.
Er befindet sich im oberen Teil des Tals Važecká dolina und liegt unterhalb der Hauptachse des Seitengrats von Kriváň im Nordwesten und Osten sowie des Seitengrats von Krátka im Osten. Der See ist mit Abstand größter Wasserspeicher im Tal, südwestlich liegt der wesentlich kleinere See Malé pliesko (Kleiner Waagtalersee). Der See hat keine oberirdischen Zu- oder Abflüsse, das Seewasser fließt unterirdisch zur Quelle des Biely Váh ein paar Kilometer talabwärts.
Der See erhielt seinen Namen nach den grünen „Flimmern“, die an der Wasseroberfläche des relativ tiefen Sees reflektieren. Zur Unterscheidung von den anderen Zelené pleso (deutsch Grünsee) genannten Seen in der Hohen Tatra wird die Lage durch das Adjektiv krivánske (Kriváňer) präzisiert, in anderen Sprachen (z. B. deutsch und ungarisch) verwendet man dazu auch die Namen des Tals Važecká dolina.
Zum Seeufer führt seit 1980 kein Wanderweg, da er inmitten eines nationalen Naturreservats liegt, ist aber vom blau markierten Wanderweg zum Gipfel des Kriváň ab dem Vorberg Malý Kriváň gut sichtbar.